# آل التنين
آل التنين (بالإنجليزية: House of the Dragon)‏، مسلسل تلفزيوني درامي خيالي أمريكي تم إنشاؤه بواسطة جورج ر. ر. مارتن وريان كوندال لصالح شبكة إتش بي أو. يعتبر سابق لأحداث المسلسل التلفزيوني صراع العروش (2011–2019). عملا ريان كوندال وميغيل سابوجنيك من كصانعي العمل في الموسم الأول. استنادًا إلى أجزاء من كتاب مارتن لعام 2018 النار والدم، يبدأ المسلسل بعد حوالي 100 عام من توحيد الممالك السبع بغزو آل تارجارين، وقبل ما يقرب من 200 عام من أحداث صراع العروش، وقبل 172 عامًا من ميلاد دنيرس تارجارين. يضم العرض مجموعة من الممثلين، ويصور الأحداث التي أدت إلى تراجع آل تارجارين، وهي حرب خلافة مدمرة تُعرف باسم «رقصة التنانين».
تم الموافقة على إنتاج آل التنين في أكتوبر 2019، مع بدء اختيار الممثلين في يوليو 2020 والتصوير الرئيسي في أبريل 2021 في المملكة المتحدة. عُرض المسلسل لأول مرة في 21 أغسطس 2022، ومكون من عشر حلقات. بعد خمسة أيام من عرضه الأول، تم تجديد المسلسل لموسم ثانٍ. غادر سابوجنيك كأحد صناع العمل بعد الموسم الأول، تاركًا كوندل ليكون الصانع الوحيد للموسم الثاني. تم عرض الموسم الثاني لأول مرة في 16 يونيو 2024، ويتكون من ثماني حلقات. في يونيو 2024، وقبل العرض الأول للموسم الثاني، تم تجديد المسلسل لموسم ثالث.
تلقى الموسم الأول تقييمات إيجابية للغاية، مع الثناء على تطور الشخصية والمؤثرات البصرية والكتابة والأفلمة الموسيقية لرامين جوادي وأداء الممثلين. ومع ذلك، تم انتقاد وتيرة المسلسل، وتحديدًا القفزات الزمنية، والإضاءة الداكنة لبعض المشاهد. تمت مشاهدة الموسم الأول للمسلسل من قبل أكثر من 10 ملايين مشاهد عبر القنوات الخطية وأتش بي أو ماكس في اليوم الأول، وهو الأكبر في تاريخ إتش بي أو. في حفل توزيع جوائز الغولدن غلوب الثمانين، فاز آل التنين بجائزة أفضل مسلسل تلفزيوني – درامي وتم ترشيح دارسي لأفضل ممثلة في مسلسل تلفزيوني – درامي. حصل المسلسل على تسعة ترشيحات لجائزة الإيمي برايم تايم، بما في ذلك أفضل مسلسل درامي، وفاز بثلاث جوائز من جوائز الأكاديمية البريطانية للحرف التليفزيونية.

## الطاقم والشخصيات
- بادي كونسيدين بدور الملك فِسيرس الأول تارجارين (الموسم 1؛ ضيف غير مُعتمد في الموسم 2): الملك الخامس للممالك السبع. عُرف فِسيرس بأنه «الرجل الدافئ واللطيف والكريم»، وقد اختاره مجلس اللوردات ليخلف جده الملك جِهيرس الأول تارجارين كملك. فِسيرس هو الابن البكر لابن جِهيرس الثاني الأمير بايلون تارجارين وزوجته وشقيقته الأميرة أليسا تارجارين. فِسيرس هو راكب تنين سابق كان يمتطي التنين باليريون، المعروف أيضًا باسم «الرعب الأسود»، وكان آخر راكب لباليريون قبل وفاة التنين بسبب الشيخوخة.
- مات سميث بدور الأمير/الملك القرين ديمون تارجارين: الأخ الأصغر للملك فِسيرس الأول تارجارين وعم/زوج الأميرة رينيرا تارجارين الثاني. يُعرف ديمون باسم «الأمير المارق» لسلوكه الذي لا يمكن التنبؤ به، وهو محارب شرس ويحمل السيف الفولاذي الفاليري «الأخت المظلمة». وهو راكب تنين هائل مرتبط بالتنين كاراكسس، المعروف أيضًا باسم «دودة الدم».
- إيما دارسي بدور الأميرة / الملكة رينيرا تارجارين: ابنة الملك فِسيرس ووريثته، وهي المولودة الأولى والوحيدة الباقية على قيد الحياة لفِسيرس وزوجته الأولى الملكة إيما آرِن. تم الإشادة بها باعتبارها «بهجة المملكة» خلال شبابها. وقد توُّجت ملكة من قبل مؤيديها «السود»، بعد أن اغتصبت زوجة أبيها الملكة الأرملة أليسنت هايتاور العرش لابنها  –  الأخ غير الشقيق لرينيرا  –  بزعم أن فِسيرس غير خليفته بلحظاته الأخيرة. رينيرا هي راكبة تنين مرتبطة بالتنينة سايراكس.
  - إميلي كاري بدور الأميرة رينيرا تارجارين الشابة (الموسم 1؛ الموسم 2 كضيفة).
- ريس ايفانز بدور السير أوتو هايتاور: والد الملكة أليسنت هايتاور ويد الملك في المجلس الصغير للملك فِسيرس الأول تارجارين ويستمر في شغل منصبه تحت حكم الملك إجون الثاني تارجارين. عندما أصبحت ابنته ملكة، بدأ في التخطيط لوضع ابنها الأكبر إجون على العرش الحديدي، بدلاً من رينيرا.
- ستيف توسان بدور السير كورلِس فيلاريون: لورد دريفتمارك وسيد آل فيلاريون، إحدى أغنى وأقوى العائلات في الممالك السبع. يُعرف باسم «ثعبان البحر»، وهو أشهر بحار في تاريخ ويستروس. وهو قائد السفن في المجلس الصغير للملك فِسيرس الأول تارجارين حتى استقالته، ثم أصبح لاحقًا يد الملكة رينيرا تارجارين.
- إيف بيست بدور الأميرة ريينِس تارجارين (المواسم 1–2): ابنة عم فِسيرس وديمون الأكبر وزوجة اللورد كورلِس فيلاريون. ريينِس هي الطفلة الوحيدة للأمير إيمون تارجارين، وريث العرش المتوفى للملك جِهيرس الأول تارجارين والابن الأكبر، وجوسلين باراثيون، أخت جِهيرس غير الشقيقة. تُعرف باسم «الملكة التي لم تكن»، وكانت ذات يوم مرشحة لخلافة جدها كحاكمة للممالك السبع ولكن تم تجاوزها لصالح ابن عمها الأصغر فِسيرس بسبب جنسها. هي راكبة تنين هائلة مرتبطة بالتنينة ميليس، المعروف أيضًا باسم «الملكة الحمراء».
- سونويا ميزونو بدور ميساريا: راقصة في ماخور مواليد خارج ويستروس، ارتقت لتصبح عشيقة الأمير ديمون تارجارين ورفيقته الموثوقة حتى انفصلا في النهاية. عُرفت فيما بعد باسم «الدودة البيضاء» وقادت شبكة من الجواسيس في جميع أنحاء كينجز لاندنج وأصبحت مستشارة رينيرا.
- فابيان فرانكل بدور السير كريستون كول: مبارز ماهر في استخدام السيف من منطقة تخوم دورن وابن لخادم سيد بلاكهافن، الذي اختارته الأميرة رينيرا ليصبح عضوًا في الحرس الملكي للملك فِسيرس الأول تارجارين. وقد حل لاحقًا محل السير هارولد ويسترلينج كقائد للحرس الملكي بعد صعود الملك إجون الثاني تارجارين، كما حل محل السير أوتو هايتاور كيد للملك.
- أوليفيا كوك بدور الملكة/ الملكة الأرملة أليسنت هايتاور: رفيقة طفولة الأميرة رينيرا تارجارين ثم الزوجة الثانية والملكة القرينة للملك فِسيرس الأول تارجارين. نشأت في القلعة الحمراء كجزء من البلاط الداخلي للملك وهي معروفة بأنها أجمل امرأة في البلاط.
  - إميلي كاري دور الليدي/الملكة الشابة أليسنت هايتاور (الموسم 1).
- غراهام مكتافيش بدور السير هارولد ويسترلينج (الموسم 1): فارس مخضرم من حرس الملك خدم التاج منذ عهد الملك جِهيرس الأول تارجارين. وهو مكلف بمراقبة وحماية الأميرة رينيرا تارجارين. ثم حل محل السير ريام ريدواين كقائد لحرس الملك.
- ماثيو نيدهام بدور اللورد لارِس سترونج: الابن الأصغر للورد لايونل سترونج، يُعرف باسم «الأحنف» بسبب خلل خلقي يجعله يعرج في المشي. وهو المقرب الموثوق به للملكة أليسنت ويعمل كسيد الاعترافات ثم سيد الهمسات في المجلس الصغير للملك إجون الثاني تارجاريان. كما يخلف والده كسيد هارِنهال ولورد آل سترونج.
- جيفرسون هول بدور التوأمان المتطابق
  - اللورد جيسون لانستر: لورد كاسترلي روك، وسيد آل لانستر وحامي الغرب. صياد متغطرس ومحارب، ينافس دون جدوى على يد الأميرة رينيرا تارجاريان.
  - السير تايلاند لانستر: الأخ التوأم الأصغر للورد جيسون لانستر وسياسي ماكر. حل محل اللورد كورلِس فيلاريون كقائد للسفن في المجلس الصغير للملك فِسيرس الأول تارجارين ثم غير منصبه ليحل محل اللورد لايمان بيزبوري كسيد للعملات في عهد الملك إجون الثاني تارجارين.
- هاري كوليت بدور الأمير جِسيرس «جيس» فيلاريون: الابن البكر للأميرة رينيرا تارجاريان والسير لينور فيلاريون. وهو راكب تنين مرتبط بالتنين الصغير فيرماكس.
  - ليو هارت بدور جِسيرس فيلاريون الشاب (ضيف بالموسم 1).
- توم غلين كارني بدور الأمير/ الملك إجون الثاني تارجارين: الملك السادس للممالك السبع. وهو الابن البكر للملك فِسيرس الأول تارجارين والملكة أليسنت هايتاور، والأخ غير الشقيق للأميرة رينيرا تارجارين، وزوج أخته هيلينا تارجارين، وأب لأطفالها. وعلى الرغم من الجهود الحثيثة التي تبذلها والدته، فإن لذته وفساده من الأمور الأسطورية في شارع الحرير في كينجز لاندنج. وهو راكب تنين مرتبط بالتنين صنفاير، المعروف أيضًا باسم «صنفاير الذهبي».
  - تاي تينانت بدور الأمير إجون تارجارين الشاب (ضيف في الموسم 1).
- إيوان ميتشل بدور الأمير إيموند تارجارين: الطفل الثالث والابن الثاني للملك فِسيرس الأول تارجارين والملكة أليسنت هايتاور. يُعرف باسم «إيموند ذو العين الواحدة» بعد أن فقد عينه اليسرى في مشاجرة مع أبناء أخته، ونشأ ليصبح محاربًا مخيفًا وعدوانيًا. يطمح إلى أن يكون راكب تنين ويمتطي لاحقًا أن التنينة الكبيرة بالسن فاجهار، المعروفة أيضًا باسم «ملكة التنانين».
  - ليو أشتون بدور الأمير إيموند تارجارين الشاب (ضيف بالموسم 1).
- بيثاني أنطونيا بدور السيدة بِايلا تارجاريان: الابنة الكبرى للأمير ديمون تارجاريان والسيدة لاينا فيلاريون. وهي راكبة تنين مرتبطة بالتنينة الصغيرة موندانسر.
  - شاني سميثورست بدور بِايلا تارجاريان في طفولتها (ضيفة بالموسم 1).
- فيبي كامبل بدور الليدي رِاينا تارجاريان: الابنة الصغرى للأمير ديمون تارجاريان والليدي لاينا فيلاريون. تمتلك بيضة تنين، على الرغم من أنها لم تفقس بعد.
  - إيفا أوسي جيرنينج تلعب دور رِاينا تارجاريان في شبابها (ضيفة بالموسم 1).
- فيا سابان بدور الأميرة/الملكة هيلينا تارجارين: الطفلة الثانية والابنة الوحيدة للملك فِسيرس الأول تارجارين والملكة أليسنت هايتاور، وزوجة الملك إجون الثاني تارجارين، وأم أطفاله. لديها اهتمام فريد بالحشرات وغالبًا ما تتحدث بلغة تنبؤية غامضة. وهي راكبة تنين مرتبطة بالتنينة دريمفاير.
- الأميرة / الملكة هيلينا تارجارين: الطفلة الثانية والابنة الوحيدة للملك فِسيرس الأول تارجارين والملكة أليسنت هايتاور، وزوجة الملك إجون الثاني تارجارين، وأم أطفاله. لديها اهتمام فريد بالحشرات وغالبًا ما تتحدث بلغة نبوية غامضة. وهي راكبة تنين مرتبطة بالتنين دريم فاير.
  - إيفى ألين بدور الأميرة هيلينا تارجاريان الشابة (ضيف في الموسم 1).
- كورت إيجياوان بدور المايستر الأكبر أوروايل (الموسم 2؛ ظهور متكرر الموسم 1): مايستر القلعة الذي حل محل ميلوس باعتباره المايستر الرئيس في المجلس الصغير للملك فِسيرس الأول تارجارين ويستمر في شغل منصبه تحت حكم الملك إجون الثاني تارجارين.
- كيران بيو بدور هيو المطرقة (الموسم 2): حداد من كينجز لاندنج يكافح لرعاية ابنته المريضة. يكشف لاحقًا أنه لقيط من آل تارجارين، حفيد الملك جِهيرس الأول تارجارين، ويستطيع امتطاء التنين فيرميثور، المعروف أيضًا باسم «الغضب البرونزي».
- أبو بكر سالم بدور آلِن ابن الأبدان (الموسم 2): الابن غير الشرعي للورد كورلِس فيلاريون وبحار في خدمة آل فيلاريون الذي أنقذ حياة كورلِس في الأعتاب.
- توم تايلور بدور اللورد كريجان ستارك (الموسم 2): اللورد الشاب من وينترفيل، لورد آل ستارك وحامي الشمال.
- كلينتون ليبرتي بدور أدام ابن الأبدان (الموسم 2): الابن غير الشرعي للورد كورلِس فيلاريون، وشقيق آلِن، وصانع سفن في أسطول فيلاريون. لاحقاً يطارده التنين سيسموك، الذي يختار أدام ليكون راكبه.
- توم بينيت بدور أولف الأبيض (الموسم 2): أحد سكان كينجز لاندنج يدّعي أنه ابن غير شرعي من آل تارجارين والأخ غير الشقيق للملك فِسيرس الأول والأمير ديمون تارجارين. ثم يمتطي التنينة سيلفروينج لاحقًا.
- إلورا تورشيا بدور كات (الموسم 2): زوجة هيو وأم ابنته.
- فريدي فوكس بدور السير جواين هايتاور (الموسم 2): ابن السير أوتو هايتاور والأخ الأكبر للملكة الأرملة أليسنت هايتاور.
  - ويل ويليوبي بدور جواين هايتاور الشاب (الموسم 1 غير مُعتمد).
- غايل رانكين بدور آليس ريفرز (الموسم الثاني): معالجة غامضة في هارِنهال في خدمة آل سترونج.
- سيمون روسل بيل بدور السير سيمون سترونج (الموسم 2): العم الأكبر للورد لارِس سترونج وقائد هارِنهال.

## الحلقات
| الموسم | الحلقات | الحلقات | الأصلي        | الأصلي         |
| الموسم | الحلقات | الحلقات | الأول         | الأخير         |
| ------ | ------- | ------- | ------------- | -------------- |
| 1      | 10      | 10      | 21 أغسطس 2022 | 23 أكتوبر 2022 |
| 2      | 8       | 8       | 16 يونيو 2024 | 4 أغسطس 2024   |

### الموسم 1 (2022)
| ر. الإجمالي | ر. في الموسم | العنوان           | المخرج            | الكاتب                     | تاريخ العرض الأصلي | عدد المشاهدات في الولايات المتحدة (بالمليون) |
| --- | ------------ | ----------------- | ----------------- | -------------------------- | ------------------ | -------------------------------------------- |
| 1 | 1            | «ورثة التنين»     | ميغيل سابوجنيك    | ريان كوندال                | 21 أغسطس 2022      | 2.17                                         |
| مع وفاة ولديه، يعقد الملك القديم جِهيرس الأول تارجارين مجلسًا كبيرًا لاختيار وريث. يختار أسياد ويستروس الحفيد الأكبر لجِهيرس، الأمير فيسيريس، على الأميرة ريينِس، الحفيدة الأكبر. بعد تسع سنوات من حكمه، يُنظَّم الملك فيسيريس بطولة للاحتفال بحمل الملكة إيما آرن، واثقًا من أنها تحمل وريثه الذكر الذي طال انتظاره. يتجاهل المجلس الصغير تحذير ربان السفن اللورد كورليس فيلاريون من أن التحالف الثلاثي، وهو تحالف للمدن الحرة في إيسوس، يهدد بشل ممرات الشحن في ويستروس. يد الملك، السير أوتو هايتاور، ينتقد شقيق فيسيريس ووريثه، الأمير ديمون، بسبب وحشيته كقائد حرس المدينة. في البطولة، الشاب الوسيم سير كريستون كول، وهو فارس وضيع المولد، يتفوق على ديمون. في هذه الأثناء، يضحي فيسيريس بالملكة إيما أثناء الولادة، ويأمر بإجراء عملية قيصرية من أجل إنقاذ الطفل. مات ابنهما الوليد بايلون بعد فترة وجيزة. يرفض فيسيريس مناشدات المجلس لتعيين وريث جديد حتى يكشف أوتو أن ديمون وصف بايلون بشكل ساخر بأنه «وريث ليوم واحد». غاضبًا، يطرد فيسيريس ديمون من (كينجز لاندنج) ويعين طفلته الوحيدة الحية، الأميرة رينيرا، وريثة للعرش الحديدي، ويكشف لها عن حلم إجون الفاتح الذي ألهمه لتوحيد ويستروس. |              |                   |                   |                            |                    |                                              |
| 2 | 2            | «الأمير المارق»   | غريغ يايتانيس     | ريان كوندال                | 28 أغسطس 2022      | 2.26                                         |
| بعد ستة أشهر من تسمية رينيرا وريثًا، احتل ديمون (دراجونستون)، بدعم من الآلاف من حراس العباءة الذهبية المخلصين. في هذه الأثناء، الأمير-أدميرال كراجاس دراهار، المعروف باسم مغذي السلطعون، يهدد (الأعتاب) بناءً على طلب ترياركي. يضغط المجلس الصغير على الملك فيسيريس للزواج مرة أخرى ونشر خطه الملكي، مما يهدد وضع رينيرا في الخلافة. تم رفض اقتراح رينيرا لإظهار القوة ضد ديمون، وأُبعدت لاختيار فارس جديد لحرس الملك. اختارت السيد كريستون الذي لا يحظى بشعبية. بينما تواصل أليسنت هايتاور مواساة الملك فيسيريس بناءً على طلب والدها، يقترح السيد كوريليس فيلاريون، زوج الأميرة ريينِس، أن تتزوج ابنته لينا البالغة من العمر 12 عامًا من الملك. يسرق ديمون بيضة تنين لإدخال فيسيريس في مواجهة في (دراجونستون)، لكن أوتو هايتور يذهب بدلاً عنه. مع اقتراب إراقة الدماء، تطير رينيرا إلى (دراجونستون) على تنينها، سيراكس، وتستعيد البيضة. أثار عصيانها غضب الملك، مما أثار نقاشًا صريحًا حول الملكة إيما وزواجه مرة أخرى. في النهاية، أعلن فيسيريس أنه سيتزوج أليسنت، مما أثار غضب كل من رينيرا وكوريليس؛ ثم يقترب كوريليس من ديمون لتشكيل تحالف. |              |                   |                   |                            |                    |                                              |
| 3 | 3            | «الثاني من اسمه»  | جريج يايتانيس     | غابي فونسيكا & ريان كوندال | 4 سبتمبر 2022      | 1.75                                         |
| على مدى ثلاث سنوات، تصاعدت حدة النزاعات في (الأعتاب). اللورد كورليس والأمير ديمون يقاتلان كراغا دراهار وقراصنته دون دعم العرش الحديدي. في هذه الأثناء، يخطط الملك فيسيريس لمطاردة رائعة للاحتفال بعيد ميلاده الثاني ابن الملكة أليست، إجون. تستاء رينيرا من والدها الذي يوجه الاهتمام المفرط لأخيها غير الشقيق إجون. وتوترت علاقتهما أكثر بسبب إصرار الملك المريض على أن تتزوج رينيرا البالغة من العمر 17 عامًا لتشكيل تحالف قوي وحماية نسلهما. من بين الخاطبين اللورد جيسون لانيستر من كاسترلي روك، وهو ما تعارضه رينيرا. يوصي اللورد سترونج سير لينور فيلاريون، ابن اللورد كورليس، لرأب الصدع بين العائلتين. للتغلب على شكوكه السابقة، أكد فيسيريس لرينيرا أنها ستبقى وريثه ويمكنها اختيار زوجها. في هذه الأثناء، يخطط الأخوان هوبرت وأوتو هايتور سرًا لجعل الأمير إجون خليفةً لهما، مما يعزز قوة عائلتهم ومكانتها. بعد أن طلب سير فإيموند فيلاريون مساعدة الملك، وافق فيسيريس على إرسال المساعدة إلى (الأعتاب). نظرًا لأن دعم شقيقه ينهي فرصته في إثبات نفسه، يعمل ديمون كطعم لنصب كمين لمحاربي الثلاثي، وقتل مغذي السلطعون والفوز بالمعركة التي تلت ذلك قبل وصول قوات التاج. |              |                   |                   |                            |                    |                                              |
| 4 | 4            | «ملك البحر الضيق» | كلير كيلنر        | ايرا باركر                 | 11 سبتمبر 2022     | 1.81                                         |
| رينيرا، في جولة لمدة أشهر لإيجاد زوج لها، تلتقي وترفض عدد لا يحصى من الخاطبين. تعود إلى (كينجز لاندنج)، في الوقت الذي يصل فيه الأمير ديمون من (الأعتاب) على تنينه كاراسيس. الملقب بـ«ملك البحر الضيق»، أقسم ديمون الولاء للملك فيسيريس وقدم له تاجه. بينما يحتفل الأخوان الذين تم لم شملهم، تعرب الملكة أليسنت عن شعورها بالوحدة لرينيرا، التي تفتقد صداقتهما. بعد حلول الظلام، تتسلل رينيرا وديمون لاستكشاف (كينجز لاندنج)؛ يشربون، ويحضرون مسرحية كوميديا زرقاء، ويزورون بيت دعارة حيث يغوي ديمون رينيرا الراغبة، على الرغم من أنه تركها قبل أن يمارسوا الجنس. بالعودة إلى القلعة الحمراء، تغوي رينيرا سير كريستون. يخبر جاسوس سير أوتو، الذي يخبر الملك عن حركات ديمون ورينيرا. تسمع أليسنت بالصدفة وبالسر عن موضوع رينيرا، الذي نفت ممارسة الجنس مع ديمون. يواجه الملك ديمون أشعثًا ومخبئًا، والذي يبدو أنه يؤكد الاتهامات ويقترح أن يتزوج رينيرا. يزعم فيسيريس أن ديمون يريد فقط الحصول على التاج، ثم ينفيه إلى الوادي. لتجنب الفضيحة وتقوية العرش، يأمر فيسيريس رينيرا بالزواج من سير لينور فيلاريون. يرفض فيسيريس سير أوتو باعتباره معاونه بعد أن زعمت رينيرا أن أوتو يتلاعب بالملك لتحقيق مكاسبه شخصية. قام الملك بإعطاء جراند مايستر ميلوس لرينيرا شاي وقائي ومجهض.                                                                                               |              |                   |                   |                            |                    |                                              |
| 5 | 5            | «نُنير الطريق»     | كلير كيلنر        | شارمين ديغراتي             | 18 سبتمبر 2022     | 1.83                                         |
| بالعودة إلى رونستون، قتل دييمون زوجته السيدة ريا رويس. يبحر الملك فيسيريس ورينيرا إلى دريفتمارك لترتيب زواج بين الأميرة وسير لينور، وهو ما يرضي اللورد كوريليس فيلاريون. أخبرت رينيرا لينور أنها تتفهم توجهه الجنسي وتقترح أداء واجباتهما الملكية معًا أثناء وجود العشاق. قبل مغادرة (كينجز لاندنج)، حذر سير أوتو الملكة أليسنت من أنه إذا أصبحت رينيرا ملكة، فستعتبر أطفالها تهديدًا. لم تقل أليسنت شيئًا بعد معرفة الحقيقة بشأن رينيرا وسير كريستون. في وليمة للاحتفال بالزواج الوشيكة، تدخل أليسنت القاعة عمدًا مرتدية ثوبًا أخضر، لون يشير فيه آل هايتاور لدعوة حمل السلاح. يواجه ديمون سير جيرولد رويس، مدعياً أنه قتل ابنة عمه ريا. ينفي ديمون ذلك ويطالبه بأن يرث ثروة زوجته. يدرك عاشق لينور، سير جوفري لونماوث، أن سير كريستون يحب رينيرا ويقترح باعتزاز أنهم يحرسون أسرار بعضهم البعض. كريستون، الغاضب، يضرب جوفري بشكل قاتل. دمر لينور موت جوفري. لتجنب فضيحة إضافية، تزوجت رينيرا ولينور بشكل خاص. ينهار فيسيريس الضعيف بعد ذلك مباشرة. في وقت لاحق، عندما كان سير كريستون على وشك الانتحار بسبب خطئه، تدخلت الملكة أليسنت. |              |                   |                   |                            |                    |                                              |
| 6 | 6            | «الأميرة والملكة» | ميغيل سابوجنيك    | سارة هيس                   | 25 سبتمبر 2022     | 1.86                                         |
| بعد عشر سنوات، أنجبت رينيرا طفلها الثالث، الذي يسميه سير لينور جوفري. تلاحظ الملكة أليسنت أن شعر الرضيع، مثل شقيقيه جاكيرس ولوسيريس، بني وليس فضي تارجارين. تضغط على فيسيريس ليُعلن أنهم أبناء غير شرعيين وليس لديهم حقوق خلافة، على الرغم من أن الملك يرفض ذلك. سير كريستون، الموالي الآن لأليسنت، يستفز السير هاروين أثناء تدريب الأمراء على فن المبارزة. توبخ أليسنت ابنها إجون لأنه مقلب شقيقه الأصغر إيموند، ثم تقول إنه يجب أن يكون مستعدًا لمحاربة رينيرا من أجل العرش. يزور الأمير ديمون والليدي لينا إيسوس مع ابنتيهما بايلا وراينا، حيث يعرض عليهما أمير بنتوس سيادة في مقابل تحالف ضد التحالف الثلاثي، الذي استعاد (الأعتاب). بعد مخاض مؤلم، أمرت لينا، غير القادرة على الولادة، تنينها فاجهار أن يحرقها. لتحقيق السلام، تقترح رينيرا الزواج بين ابنها جاكيريس والأميرة هيلينا، ابنة أليسنت. سير ليونيل سترونغ يقدم استقالته بصفته معاون الملك بسبب الشائعات المتعلقة بابنه سير هاروين. يرفض الملك فيسيريس، لكنه يسمح له بالسفر لفترة وجيزة إلى هارينهال مع هاروين، الذي سيبقى هناك. يشير وداع سير هاروين العاطفي لرينيرا وأطفالها إلى أنه والدهم. أخبرت أليسنت لاريز سترونغ أنها تتمنى لو كان والدها لا يزال معاون الملك. في هارينال، مات سير ليونيل وهاروين في حريق، على ما يبدو، دبره لاريس. رينيرا ولينور وأطفالهم يغادرون (كينجز لاندنج) إلى (دراجونستون). |              |                   |                   |                            |                    |                                              |
| 7 | 7            | «دريفتمارك»       | ميغيل سابوجنيك    | كيفن لاو                   | 2 أكتوبر 2022      | 1.88                                         |
| يحضر الملك فيسيريس وبلاطه جنازة السيدة لينا في دريفتمارك. يجتمع شمل رينيرا وديمون وهما حميمان جسديًا. يدعي الأمير إيموند أن فاجهار هو تنينه، مما أدى إلى مشاجرة مع أبناء عمومته وأبناء أخيه حيث قام لوسيريس بقطع عين إيموند. تطلب الملكة أليسنت اقتلاع عين لوسيري كعقاب. عندما يرفض فيسيريس، يحاول أليسنت المذهول مهاجمة لوسيريس. تكافح مع رينيرا، وتطعن ذراع الأميرة. بعد مزاعم بأن أطفال رينيرا هم أوغاد، قرر فيسيريس أن أي شخص يشكك في شرعية أحفاده سيقطع لسانه. أُعيد أوتو هايتاور إلى منصبه كمعاون الملك، وأخبر أليسنت أنهما سينتصران قريبًا. رينيرا وديمون يتحدان ضد أليسنت وأنصارها. يبدو أن لينور قُتل على يد عشيقته، سير كارل كوري، مع اعتقاد الأميرة ريينِس واللورد كورليس أن الجثة المتفحمة التي عثر عليها هي للينور. في هذه الأثناء، تزوج ديمون و رينيرا في التقليد الفاليري القديم لمواصلة سلالة تارجارين النقية، ويحضر أطفالهم الحفل الخاص. بعد موته المزيف، هرب لينور، وحلق رأسه، سراً من دريفتمارك مع سير كارل. |              |                   |                   |                            |                    |                                              |
| 8 | 8            | «سيد المد والجزر» | جيتا فاسانت باتيل | ايلين شيم                  | 9 أكتوبر 2022      | 1.73                                         |
| بعد مرور ست سنوات، أصيب كورليس فيلاريون، سيد دريفتمارك، بجروح بالغة في القتال في (الأعتاب). يطلب شقيقه، سير فيموند، من (كينجز لاندنج) تسميته وريث لكورليس، معلناً أن ابن رينيرا، لوسيريس غير شرعي. تعود رينيرا و ديمون إلى العاصمة للدفاع عن مطالبة لوسيريس. وجدوا أن الملك فيسيريس طريح الفراش ومشوه ومشوش عقليًا. تشرف الملكة أليسنت وسير أوتو هايتور الآن على جميع الأعمال الملكية. أليسنت تتستر على الأمير إجون بسبب اغتصابه لخادمة. تقترح رينيرا ترتيبين للزواج لكسب دعم الأميرة ريينِس. كما أنها تناشد والدها الملك فيسيريس للدفاع عن خلافتها، مستشهدة بحلم إجون الفاتح عن الأمير الموعود. كما تم تقديم التماس سير فيموند في المحكمة، دخل فيسيريس، بالكاد يسري على قدميه، غرفة العرش وأعلن لوسيريس وريث للدريفتمارك. عندما سخط فيموند الغاضب من رينيرا ونعتها بأنها عاهرة وأطفالها غير شرعيين، قام دييمون بقطع رأسه. خلال وليمة، يبدو أن الأسرة تصلح خلافاتهم. بعد مغادرة فيسيريس، قام إيموند بإهانة مبطنة لأبناء رينيرا الثلاثة الأكبر، محرضًا على الشجار. الرؤى، قرب الموت، تمتم أجزاءً من حلم إجون الفاتح، الذي اعتقدت أليسنت أنه يشير إلى ابنهما، إجون. تُزود تيلا، وصيفة الملكة أليسنت، سراً عشيقة ديمون السابقة، ميساريا، بالمعلومات. |              |                   |                   |                            |                    |                                              |
| 9 | 9            | «المجلس الأخضر»   | كلير كيلنر        | سارة هيس                   | 16 أكتوبر 2022     | 1.56                                         |
| بعد وفاة الملك فيسيريس، يخطط المجلس الصغير لتنصيب الأمير إجون على العرش الحديدي. يقتل السير كريستون كول اللورد بيسبيري عندما يعترض على اغتصاب إجون لحق لأميرة رينيرا، بينما يستقيل اللورد كوماندر للحرس الملكي هارولد ويسترلينج احتجاجًا. يتأخر سير أوتو في إعلان وفاة الملك لتعزيز موقعهم، ويطالب النبلاء بالولاء. تحاول الملكة أليسنت الحصول على دعم من الأميرة الأسيرة ريينِس، لكن دون جدوى. عندما يختفي إجون من القلعة الحمراء، يأمر أوتو الحرس الملكي إريك وأريك للبحث عنه في أحشاء المدينة، بينما ترسل أليسنت كريستون كول والأمير إيموند. تُخبر ميساريا، الدودة البيضاء، أوتو أن إجون يختبئ في سيبت بالمدينة، لكن كريستون وإيموند ألقيا القبض عليه بعد قتال قصير. لاريس سترونج يحذر أليسنت من جواسيس ميساريا؛ لذلك أحرق منزلها. يصر إجون على أنه غير لائق للحكم، لكن أليسنت تُعنقه بخلاف ذلك. في هذه الأثناء، يقوم سير إريك بتهريب ريينِس من القلعة. لدى أوتو المئات من صغار القطيع في القاعة الرئيسية في دراغونبت، حيث أعلن وفاة فيسيريس وتوج إجون كملك. وسط الفوضى، تصل ريينِس إلى تنينها ميليس. ثم تهدم القاعة وتواجه المغتصبين الملكيين قبل أن تفر على ظهر التنين. |              |                   |                   |                            |                    |                                              |
| 10 | 10           | «الملكة السوداء»  | غريغ يايتانيس     | ريان كوندال                | 23 أكتوبر 2022     | 1.85                                         |
| عند وصولها إلى (دراجونستون)، أبلغت الأميرة ريينِس الأميرة رينيرا بوفاة الملك فِسيرس وتتويج إجون الثاني. رينيرا المصدومة، تدخل في المخاض المبكر وتلد مولودًا ميتًا، بينما يعتقد الأمير ديمون أن فِسيرس قُتل ويستعد للحرب. سير إريك يمنح رينيرا تاج والدها وتوجت ملكة. يجلب سير أوتو شروط السلام من الملكة أليسنت لاستسلام رينيرا والولاء للملك إجون. رينيرا تمنع ديمون من قتل أوتو، وتؤخر إجابتها. عندما كان ديمون وحيدًا مع رينيرا، يغضب من رفضها الحث على الحرب المفتوحة، ويخنقها ويتساءل عن رغبتها في السلام. تُقنع ريينِس اللورد كورليس المتعافى بمبايعته لرينيرا وحزبها «السود»؛ يقترح فرض حصار بحري على (كينجز لاندنج). لكسب الحلفاء، ترسل رينيرا أبنائها الأمير جاكيرس إلى الوادي والشمال، والأمير لوسيريس إلى ستورم إند. في هذه الأثناء، يوقظ دسمون التنين فيرميثور. في ستورمز إند، يواجه لوسيريس الأمير إيموند، بينما يرفض اللورد بوروس براثيون دعم رينيرا. يقول بوروس أن لوسيريس جاء بعرض فارغ بسبب كونه خاطب، على عكس إيموند، لذلك لا يمكنه الزواج من إحدى بناته. بينما يعود لوسيريس إلى (دراجونستون)، يريد إيموند تخويف لوسيريس، ويطارده مع تنينه أراكس خلال العاصفة. ضد رغبات ركابهم؛ أراكس يحرق فاجهار، مما يحرض فاجهار على قتل لوسيريس وأراكس، كما يشاهد إيموند في رعب. بالعودة إلى (دراجونستون)، أخبر ديمون رينيرا بوفاة لوسيريس، وتركها محطمة وغاضبة.             |              |                   |                   |                            |                    |                                              |

المصدر:

### الموسم 2 (2024)
| ر. الإجمالي | ر. في الموسم | العنوان                 | المخرج        | الكاتب       | تاريخ العرض الأصلي |
| --- | ------------ | ----------------------- | ------------- | ------------ | ------------------ |
| 11 | 1            | «ابن مقابل ابن»         | آلان تايلور   | ريان كوندال  | 16 يونيو 2024      |
| عند الجدار، وعد كريجان ستارك جِسيرس فيلاريون بإرسال 2000 جندي لقوات رينيرا. رينيرا تتفقد بقايا تنين لوسيريس في ستورمز إند. ترفض ريينِس طلب ديمون بالانضمام إليه لمطاردة إيموند وتنينه فاجهار. يسعى إجون الثاني ليكون ملكًا صالحًا بينما يحث جده أوتو هايتاور على ضبط النفس في مساعدة عامة الناس الذين يواجهون الصعوبات الناجمة عن حصار آل فيلاريون للحلقوم. يجلب إجون ابنه الصغير ووريثه المستقبلي جِهيرس إلى المجلس الصغير لبدء تدريبه. يلعب لاريس على مخاوف أليسنت من الخيانة. بالعودة إلى (دراجونستون)، أخبرت رينيرا ديمون أنها تريد الانتقام من إيموند لموت لوسيريس. وصلت ميساريا الدودة البيضاء، بعد أن نجت من حريق بيت الدعارة، إلى (دراجونستون) وتم القبض عليها بتهمة الخيانة. قدم لها ديمون حريتها مقابل المساعدة في تجنيد اثنين من القتلة. يتسلل ديمون إلى (كينجز لاندنج)، ويقوم برشوة صائد الفئران وحارس من حرس المدينة لقتل إيموند. بدلا من ذلك، دخل الاثنان غرفة هيلينا وقتلوا جِهيرس. هيلينا، ممسكة بأخت جِهيرس التوأم، جيهيرا، تهرب إلى غرفة والدتها أليسنت، وتكتشفها هي وكريستون كول في السرير معًا. |              |                         |               |              |                    |
| 12 | 2            | «رينيرا القاسية»        | كلير كيلنر    | سارة هيس     | 23 يونيو 2024      |
| مقتل الأمير جِهيرس يسبب الفوضى. يجمع الملك إجون مجلسه الصغير على عجل، ويريد الانتقام من رينيرا. يقترح السير أوتو إقامة جنازة عامة لتشويه صورة رينيرا. في الموكب، يهتف أحد المناديين «رينيرا القاسية» بينما تتلقى أليسنت وهيلينا تعازي الشعب. تم القبض على «دم»؛ يعترف للورد لاريس بأن ديمون استأجره هو وشريكه، وهو صائد فئران غير معروف. في دراجونستون، تشعر رينيرا بالقلق من أن شعبيتها ستتأثر، أمر المشتبه به ديمون بقتل جِهيرس في حالة غياب إيموند. تخبر رينيرا ديمون أنها لم تعد تثق به ويسافر إلى هارينهال لتجنيد التحالفات. بعد أن نجا من الاغتيال، ندم إيموند على مقتل لوسيريس، فسعى للحصول على العزاء في بيت للدعارة. يأمر السير كريستون السير آريك بقتل رينيرا عن طريق التسلل إلى دراجونستون متنكرًا بهيئة توأمه، إريك. رينيرا تمنح ميساريا حريتها. أثناء مغادرتها دراجونستون، لاحظت ميساريا وصول آريك وركضت عائدة إلى القلعة. عندما دخل آريك لاحقًا إلى غرف رينيرا، اقتحم إريك وقتل شقيقه. تغلب عليه الحزن، فانتحر. يقوم إجون بشنق جميع صائدي الفئران علنًا، بما في ذلك «جبنة»، مما يثير غضب أوتو، الذي يخشى ثورة شعبوية. إجون يطرد أوتو من منصب يد الملك ويعين كريستون بدلاً منه.                                                                                        |              |                         |               |              |                    |
| 13 | 3            | «الطاحونة المحترقة»     | جيتا باتيل    | ديفيد هانكوك | 30 يونيو 2024      |
| في أراضي النهر، يخوض آل براكن وآل بلاكوود المتناحران معركة مميتة حول نزاع إقليمي بسيط. لتجنب الحرب، تُخبر ريينِس رينيرا أن أليسنت قد ترى السبب. يقترح كريستون خطة جريئة للسيطرة على هارينهال؛ يصل ديمون إلى هناك أولاً، وعندها يتعهد حاكم القلعة بالولاء. في تلك الليلة، رأى ديمون رؤية لرينيرا الشابة وهي تخيط رأس جِهيرس على جسده. يستيقظ فتتنبأ امرأة مجهولة بوفاته. ترسل رينيرا راينا وأطفالها الصغار وبيض تنين إلى الوادي لحمايتهم ولمواصلة عائلة تارجارين في حالة سقوط السود. تصبح ميساريا مستشارة رينيرا، بينما يجعل إجون لاريس سيد الهمسات. في بيت دعارة، يدعي رجل أنه الأخ غير الشقيق للملك فيسيرس والأمير ديمون؛ جلب إجون وحاشيته مرافقًا جديدًا إلى هناك. يواجه إجون ويسخر من إيموند العاري الذي يغادر بفظاظة. بايلا، التي تقوم بدوريات على موندانسر، ترصد مجموعة كريستون الكشفية في طريقها إلى قاعة هارنهال وتعود إلى دراجونستون. يوصي مستشارو رينيرا بالحرب باستخدام التنانين. بدلاً من ذلك، تتسلل راينيرا إلى كينجر لاندنج متنكرة في زي راهبة وتتحدث مع أليسنت، التي تقول إنه لا يمكن تجنب الحرب. تدرك رينيرا أن أليسنت أساءت فهم كلمات الملك فيسيرس أثناء احتضاره وأخطأت في اعتبار ابنها إجون هو إجون الفاتح المتنبأ به.                                              |              |                         |               |              |                    |
| 14 | 4            | «التنين الأحمر والذهبي» | آلان تايلور   | ريان كوندال  | 7 يوليو 2024       |
| يحلم «ديمون» بقطع رأس «رينيرا» الشابة الذي تتهمه بالخيانة. يقوم المايستر الرئيس أورويل بإعداد الشاي المجهض لأليسنت ويعترف بالجهل عندما تسأل من عيّن فيسِرس وريثًا. إجون غاضب لأن إيموند وكريستون خططا للحملات الحربية دون علمه. يقطع كريستون رأس اللورد داركلين من وادي الغسق، الذي رفض الولاء لإجون. تخبر آليس ريفرز ديمون أن هارِنهال مسكونة. جرعة نومها تجعله يهلوس ويرى زوجته المتوفاة لاينا فيلاريون. تعود رينيرا إلى دراجونستون وتوافق على خوض حرب باستخدام التنانين. تتطوع ريينِس بنفسها وتنينها ميليس. أليسنت تُخبر إجون أنه ملك ضعيف ويجب أن يسمح لمستشاريه بالتعامل مع الحرب. محبطًا وسكرًا، يطير «إجون» بـ«صنفاير» إلى «استراحة الرُّخ». تقوم ريينِس على ظهر ميليس بحرق قوات كريستون بينما يختبئ إيموند وفاجهار في مكان قريب، على استعداد لنصب كمين لها. عندما يرى إيموند اقتراب إجون وصنفاير، يؤخر هجومه. بينما تقوم ميليس بضرب صنفاير، يطير إيموند ويأمر فاجهار بحرق كلا التنينين. صنفاير يسقط على الأرض مع إجون. ريينِس وميليس يهاجمان فاجهار الذي يسقط. بينما تدور ريينِس في الأعلى، يرتفع فاجهار ويخنق ميليس بشكل قاتل. قُتلت ريينِس عندما اصطدمت ميليس بالأرض. كريستون، الذي فقد وعيه أثناء المعركة، يستيقظ ويجد إيموند، وسيفه في يده، واقفًا بالقرب من إجون المنبطح.        |              |                         |               |              |                    |
| 15 | 5            | «وصي العرش»             | كلير كيلنر    | تي ميكيل     | 14 يوليو 2024      |
| يستعرض كريستون رأس ميليس في شوارع كينجز لاندنج، لكن الناس الصغار يعتبرون ذلك فألًا سيئًا. أصبح إجون في غيبوبة ومحترقًا بينما يُفترض أن صنفاير مات؛ لا يخبر كريستون أليسنت بما حدث بالفعل في المعركة. تم انتخاب إيموند وصيًا على العرش من قبل مجلس إجون الصغير على الرغم من إصرار أليسنت على أنها يجب أن تحكم بدلاً من إجون. أمر إيموند بإغلاق أبواب المدينة ومنع هيو المطرقة وعائلته من الفرار. أخبرت جاين آرِن راينا أنها تفضل حماية التنانين البالغة بدلاً من مجرد البيض الذي تم إعطاؤه لها، بينما يطير جيس إلى التوائمتين ويحصل على ولاء آل فراي مقابل هارِنهال. طلبت ميساريا من رينيرا إرسال إحدى خادماتها للتجسس في كينجز لاندنج. يعلن ديمون أنه سيحكم كملك بمجرد أن يجمع جيشًا كبيرًا بما يكفي؛ يرسل آل بلاكوود لاغتصاب ونهب أراضي آل براكن لإجبارهم على الولاء، لكن سكان أراضي النهر يدينونه. تندب رينيرا قلة رُكّاب التنانين في حزبها، لكن جِسيرس يذكر بأن أحفاد آل تارجارين قد يكونون موجودين في عوائل أخرى؛ وقرروا البحث في سجلات الأنساب. |              |                         |               |              |                    |
| 16 | 6            | «عامة الشعب»            | أندري باريك   | إيلين شيم    | 21 يوليو 2024      |
| يقود جيسون لانستر جيشه إلى الناب الذهبي. يرفض إيموند طلب التابع همفري ليفورد بالطيران إلى هناك وتقديم الدعم. يريد إيموند أن يتحالف تيلاند لانستر مع «التحالف الثلاثي» لكسر حصار آل فيلاريون. يأمر إيموند كريستون بالسير نحو هارِنهال ويطرد أليسنت من المجلس الصغير. يحاول السير ستيفون داركلين، وهو من نسل تارجاري بعيد، المطالبة بسيسموك ويتم حرقه. يستمر ديمون في رؤية أحلام مزعجة ويعتقد بشكل غير منطقي أنه مسموم. يأمر إيموند لارِس باستدعاء أوتو هايتاور إلى المجلس. يخبر إجون، الذي يتعافى ببطء، إيموند أنه لا يتذكر شيئًا عن المعركة. يُؤكد جواين هايتاور لأليسنت أن ابنها الأصغر، دايرون، طيب، على عكس إخوته. يعين كورلِس ألِن مساعدًا أول لسفينته الرئيسية. في هذه الأثناء، يلاحق سيسموك شقيق ألِن، أدام. ينشر جواسيس ميساريا شائعات مفادها أن أفراد العائلة المالكة يتناولون ولائم بانتظام بينما يموت عامة الناس جوعًا. ترسل ميساريا قوارب تحمل شعار آل تارجارين مُحمَّلة بالطعام إلى كينجز لاندنج. يتقاتل الشعب الممتنّون على الإمدادات المحدودة، مما يتسبب في أعمال شغب بالكاد تنجو منها أليسنت وهيلينا. تخبر ميساريا رينيرا أن والدها اعتدى عليها جنسيًا وسبب ولائها. يقبلان بعضهما بشغف. عند سماعها أن سيسموك لديه راكب جديد، تغادر رينيرا إلى بسايراكس لمواجهتهم.            |              |                         |               |              |                    |
| 17 | 7            | «البذار الأحمر»         | لوني بيريستير | ديفيد هانكوك | 28 يوليو 2024      |
| تواجه رينيرا آدام ابن الأبدان، راكب سيسموك، الذي يتعهد لها بالولاء. وتشعر أليسنت بالفزع بسبب إبعادها من المجلس الصغير، فترحل إلى غابة الملوك. ولارِس يحُث المِاستر الرئيس أوروايل على تسريع تعافي إجون. وأثناء مغادرة العُشّ مع الأمراء الصغار، تغادر رِاينا للبحث عن التنين البري. وتطلب ميساريا من رينيرا البحث عن بذور التنين من آل تارجارين (الأبناء الغير شرعيين ذوي الدم التارجاري) في كينجز لاندنج كراكبي تنين محتملين. والآن يعرض أوسكار تلي، الذي أصبح لورد أراضي النهر، الولاء على ديمون ولكنه يندد بسلوكه الخبيث. ويطالب ديمون بتحقيق العدالة للسماح بارتكاب فظائع الحرب؛ ثم يقوم ديمون بإعدام ويليم بلاكوود لذبحه آل براكن. ويرى ديمون رؤية أخرى لفِسيرس، الذي يسأله عما إذا كان يريد حقًا التاج وعبئه. يعترض جيس على رينيرا، بحجة أن فرسان التنانين من الأبناء الغير شرعيين يمكنهم تحدي قوة آل تارجارين وتهديد الخلافة بسبب ولادته غير الشرعية. بأمر رينيرا، أحضرت إليندا وألِن بذور التنانين إلى دراجونستون، ومن بينهم هيو وأولف. قتل فيرميثور العديد من الناس حتى استطاع هيو امتطاءه؛ وفي الوقت نفسه، أصبح أولف راكب سيلفروينج وطار فوق كينجز لاندنج. طارده إيموند بفاجهار ولكن عند اقترابه من دراجونستون، تراجع بسرعة عند رؤية رينيرا مع سايراكس وفيرميثور وسيلفروينج. |              |                         |               |              |                    |
| 18 | 8            | «الملكة التي كانت»      | جيتا باتيل    | سارة هيس     | 4 أغسطس 2024       |
| يتحالف تايلاند لانستر مع التحالف الثلاثي، لكن يجب عليه أولاً هزيمة الأدميرال شاراكو لوهار في مصارعة الوحل؛ يفوز، ويثير إعجابها. يقنع لارِس إجون بالهروب إلى برافوس حيث يتم تخزين ذهب هارِنهال، ثم استعادة العرش بعد الحرب. بعد بحث طويل، تجد رِاينا التنين البري. يتحدى جواين كريستون، الذي يندم على الحرب. يدمر إيموند الغاضب مدينة الرأس الحاد مع فاجهار. تعلن رينيرا، التي كانت تأمل أن يمنع وجود المزيد من راكبي التنانين الصراع، الحرب. يغضب سلوك أولف الفظ جيس. يرفض آلِن محاولات كورلِس للمصالحة. تطير رينيرا وأدام إلى هارِنهال بعد أن أرسل سيمون سترونج تحذيرًا من أن ديمون قد يكون خائنًا. تقود آليس ديمون إلى شجرة ويروود حيث يرى رؤية تتضمن سائرًا أبيض ودنيرس تارجارين؛ يرى نفسه جزءًا من قصة أكبر، فيقسم بالولاء لرينيرا التي وصلت حديثًا. يطلب إيموند من هيلينا أن تطير على دريمفاير إلى المعركة. ترفض، وتخبر إيموند أنه سيموت في الحرب. تسافر أليسنت سراً إلى دراجونستون، وتعرض تسليم كينجز لاندنج إلى رينيرا مقابل سلامتها وسلامة عائلتها؛ تصر رينيرا على أن إجون يجب أن يموت لضمان انتقال السلطة. شوهد أوتو لفترة وجيزة في قفص أسيرًا. تستعد ويستروس للحرب. |              |                         |               |              |                    |

## الإنتاج

### التطوير
في عام 2015، مع استمرار إنتاج صراع العروش، اتصل مديرو إتش بي أو بالكاتب جورج ر. ر. مارتن في أغنية الجليد والنار بشأن الخلفاء المحتملين أو النتائج العرضية للمسلسل. في نوفمبر 2018 صرح جورج ر. ر. مارتن، مبتكر أغنية الجليد والنار، أن «المسلسل السابق لأحداث صراع العروش المحتمل سيعتمد بقوة على مادة في رواية النار والدم.» صرح مؤلفا صراع العروش ديفيد بينيوف ودي. بي. وايس أنهما يريدان «الانتقال» من الفرنشايز ورفضا المشاركة في المشاريع اللاحقة. بحلول سبتمبر 2019، اقترب مسلسل بادئة صراع العروش من مارتن و ريان كوندال والذي «يتتبع بداية نهاية آل تارجارين» من تلقي الحبكة التجريبية من إتش بي أو. في الشهر التالي، تم منح آل التنين أمرًا مباشرًا إلى المسلسل. تم اختيار كوندال وميغيل سابوجنيك، الحائزين على جائزة إيمي لإخراجهما حلقة «معركة اللقطاء»، ليكونا من صناع العمل. في عام 2016، طرح كوندال فكرة مسلسل مبنية على حكايا دنك وإج، ولكن إتش بي أو مرت عليها في البداية. تم التعاقد مع سابوجنيك أيضًا لتوجيه العرض الأول للمسلسل بالإضافة إلى حلقات إضافية. تدور أحداث المسلسل قبل 200 عام من أحداث صراع العروش في عهد الملك فِسيرس تارجارين، مما أدى في النهاية إلى حرب آل تارجارين الأهلية المعروفة باسم رقصة مع التنانين. المشروع عبارة عن إعادة صياغة للمفهوم العرضي المرفوض من كاتب صراع العروش بريان كولمان، والذي مرت عليه إتش بي أو رسميًا. جاء الإلهام لهذا المسلسل من التاريخ الإنجليزي في العصور الوسطى والحرب اللاسلطوية، وهي حرب خلافة بين إنجلترا ونورماندي في القرن الثاني عشر. في يناير 2020، صرح كيسي بلويز، رئيس البرمجة في إتش بي أو، أن عملية الكتابة قد بدأت. من بين صناعي العمل كوندال وسارة هيس، اللذان سبق لهما الكتابة في ديدوود والبرتقالي هو الأسود الجديد. في 26 أغسطس 2022، بعد أقل من أسبوع من عرضه الأول، تم تجديد المسلسل لموسم ثانٍ. في 31 أغسطس، استقال ميغيل سابوجنيك من منصبه كمخرج وصانع عمل مشارك للموسم الثاني، لكنه ظل منتجًا تنفيذيًا. قال سابوجنيك: «كان قرار المضي قدمًا أمرًا صعبًا للغاية، لكنني أعلم أنه الاختيار الصحيح بالنسبة لي شخصيًا ومهنيًا.» سينضم آلان تايلور، الذي أخرج عدة حلقات من مسلسل صراع العروش، في الموسم الثاني ويعمل كمنتج تنفيذي ويدير حلقات متعددة.

#### التغييرات عن الروايات
في الروايات، يوصف آل فيلاريون عمومًا بأنهم يمتلكون «شعرًا ذهبيًا فضيًا وبشرة شاحبة وعيون بنفسجية»، على غرار آل تارجيريان. ومع ذلك، أراد كوندال وسابوجنيك تضمين المزيد من التنوع العرقي في اختيارهم. تم انتقاد صراع العروش لافتقاره إلى طاقم متنوع ودفع الصورة النمطية الثقافية. نتيجة لذلك، تم تصوير آل فيلاريون في المسلسل على أنهم مجموعة من الحكام السود الأثرياء مع قوة بحرية قوية. وفقًا لكوندال، فكر مارتن، أثناء كتابة الروايات، في جعل الفيلاريون منزلًا للأرستقراطيين السود الذين سافروا إلى ويستروس.
تمت كتابة النار والدم بأسلوب كتاب تاريخ من تأليف مؤرخ خيالي في الكون يدرس سلالة آل تارجيريان والصراعات الأهلية المختلفة. ومع ذلك، فإن روايات أغنية الجليد والنار هي أكثر غامرة، مع كل فصل مكتوب في منظور ضابط ثالث محدود من وجهة النظر المباشرة للشخصية. نتيجة لذلك، فإن بعض روايات الأحداث المسجلة في النار والدم هي روايات مستعملة من المحتمل أن تكون تخمينية أو مشوهة، مما يجعل الراوي غير موثوق به من منظور القارئ. في محاولة لجعل القصة أكثر وضوحًا للمشاهدين، قرر صناع العمل تصوير أحداث الكتاب بترتيب زمني من منظور الشخص الثالث.

### الطاقم
بدأ الاختيار في يوليو 2020. في أكتوبر 2020، تم اختيار بادي كونسيدين في دور فِسيرس تارجارين. عُرض على كونسيدين دورًا في صراع العروش لكنه رفض ذلك بسبب العناصر الخيالية في المسلسل. بحلول شهر ديسمبر، تم اختيار أوليفيا كوك، مات سميث، وإيما دارسي في أدوار أليسنت هايتاور، وديمون تارجارين، ورينيرا تارجارين، على التوالي، بينما دخل داني ساباني في مفاوضات للانضمام إلى دور غير محدد. في فبراير 2021، تمت إضافة ريس ايفانز وستيف توسان وإيف بيست وسونويا ميزونو إلى فريق التمثيل الرئيسي. بحلول أبريل، انضم فابيان فرانكل إلى فريق التمثيل بدور السير كريستون كول. في شهر مايو، شوهد غراهام مكتافيش بزي كامل. في يوليو 2021، تمت إضافة إميلي كاري وميلي آلكوك إلى فريق التمثيل كنظيرتين أصغر سناً من أليسنت هايتاور ورينيرا تارجارين على التوالي. في مقابلة مع هوليوود ريبورتر، صرح سميث أنه كان مترددًا في البداية في لعب دور البطولة في المسلسل الذي يُعد بادئة لصراع العروش لكنه قبل الدور بعد أن علم بارتباط كونسيدين بالمشروع.
في فبراير 2021، تمت إضافة ريس ايفانز وستيف توسان وإيف بيست، و سونويا ميزونو إلى فريق التمثيل الرئيسي. بحلول أبريل، انضم فابيان فرانكل إلى فريق التمثيل بدور سير كريستون كول. في شهر مايو، شوهد غراهام مكتافيش في موقع التصوير بليس كامل. في يوليو 2021، تمت إضافة إميلي كاري وميلي آلكوك إلى فريق التمثيل باعتبارهما يُمثلان شخصيات أليسنت هايتاور ورينيرا تارجارين الأصغر سنًا، على التوالي. دفعت القفزة الزمنية في منتصف الموسم الأول إلى اختيار عدة ممثلين لنفس الدور.
في 24 أبريل 2023، تم الإعلان عن انضمام غايل رانكين، وسيمون روسل بيل، وفريدي فوكس، وأبو بكر سالم إلى فريق التمثيل للموسم الثاني بأدوار أليس ريفرز، وسير سيمون سترونغ، وسير جوين هايتاور، وألين هال، على التوالي. في ديسمبر 2023، تم الإعلان عن انضمام توم تايلور، وكلينتون ليبرتي، وجيمي كينا، وكيران بيو، وتوم بينيت، وفينسينت راجان إلى فريق التمثيل للموسم الثاني بأدوار اللورد كريجان ستارك، وآدام هال، وسير ألفريد بروم، وهيو المطرقة، وأولف الأبيض والسير ريكارد ثورن، على التوالي.

### التصوير
بدأ التصوير الرئيسي للموسم الأول المكون من عشر حلقات في أبريل 2021. تم تصوير المسلسل بشكل أساسي في المملكة المتحدة. خلال الأسبوع الأخير من أبريل 2021، تم التصوير في كورنوال. وفقًا لقائمة الإنتاج، بالإضافة إلى ذلك، تم تصوير أجزاء من الموسم الأول في إسبانيا وكاليفورنيا. كان آل التنين هو أول إنتاج يتم تصويره في مرحلة الإنتاج الافتراضي الجديدة لشركة استوديوهات وارنر بروس، ليفسدن. في 18 يوليو 2021، توقف الإنتاج مؤقتًا لمدة يومين بسبب حالة مرض فيروس كورونا.
ذكرت الناشر الإسباني هوي أن آل التنين سيتم تصويره في مقاطعة قصرش في غرب إسبانيا بين 11 و21 أكتوبر 2021. تم استخدام عاصمة مقاطعة كاسيريس جنبًا إلى جنب مع بلدة تروخيو في مشاهد (كينجز لاندنج). من 26 إلى 31 أكتوبر، تم تصوير المسلسل في البرتغال في قلعة مونسانتو.
وشملت مواقع التصوير الإضافية ترجالة، قصرش، وهي مدينة من القرون الوسطى. وشملت المواقع في كورنوال بإنجلترا جبل سانت مايكل وشاطئ هوليويل وكينانس كوف. وشملت المواقع الأخرى كاسلتون وديربيشاير في مناطق مثل كهف دايل ومحجر إلدون هيل وماركت بليس. تم تصوير بعض المشاهد في ألدرشوت، هامبشاير. في فبراير 2022، أكدت إتش بي أو أن آل التنين قد اختتم الإنتاج.
بدأ تصوير الموسم الثاني في 11 أبريل 2023، في استوديوهات وارنر براذرز، ليفزدن في واتفورد، إنجلترا، وانتقل إلى كاسيريس، إسبانيا في 18 مايو 2023. استمر تصوير المسلسل طوال إضراب نقابة ممثلي الشاشة ونقابة ممثلي التلفزيون والراديو لعام 2023. وعلى الرغم من أن المسلسل نشأ في الولايات المتحدة، فإن فريق التمثيل البريطاني يعمل بموجب قواعد محلية يحكمها اتحاد الممثلين الشقيق عدالة. وانتهى التصوير بحلول 29 سبتمبر 2023.

### الموسيقى
أُعلن في سبتمبر 2022 أن رامين جوادي سيؤلف المادة فيلمية على موسيقى المسلسل. قام جوادي بتأليف الموسيقى لجميع المواسم الثمانية لمسلسل صراع العروش والتي حصدت له ثلاثة ترشيحات لجوائز غرامي وفاز بجائزتي إيمي. قرر جوادي، مع صانع العمل، الاحتفاظ بالشارة الموسيقية، «سمة صراع العروش»، والتي ظهرت لأول مرة في الحلقة الثانية من آل التنين. في مقابلة مع إيه. في. كلوب وصرح نادي جوادي أن الشارة الأصلية تم استخدامها من أجل «ربط العروض ببعضها البعض». في الموسم الأول، شاهد جوادي، إلى جانب كوندل وسابوجنيك، كل حلقة وقام بتدوين ملاحظات حول وقت حدوث الموسيقى والمزاج الذي يجب أن تضبطه الموسيقى. كما ظهرت زخارف شخصية من صراع العروش في آل التنين، بما في ذلك سمة التنين «دراكاريس».

### اللغة
عاد العالم اللغوي لصراع العروش دايفيد جاي بيترسون لمواصلة عمله على اللغة المصطنعة لغة فالارية. يقال إن إيما دارسي استمتعت بتعلمها، بينما خافها مات سميث في البداية ووجدها شاقة. في المسلسل، يتحدث كل من آل تارجارين وآل فالاريون اللغة الفاليرية العليا، مما يتطلب من أعضاء فريق العمل تعلم اللغة. يقال إن إيما دارسي استمتعت بتعلمها، بينما كان مات سميث يخشى منها في البداية ويجدها شاقة.

### الميزانية
وفقًا لفارايتي، كانت ميزانية الإنتاج الإجمالي للموسم الأول من آل التنين ما يقرب من 200 مليون دولار (أقل من 20 مليون دولار لكل حلقة). وبالمقارنة، مسلسلهم الأم، صراع العروش، كلّف حوالي 100 مليون دولار لكل موسم، بدءًا من ما يقرب من 6 ملايين دولار لكل حلقة من الموسم الأول إلى الخامس، وحوالي 10 ملايين دولار لكل حلقة في المواسم السادس والسابع، وما يصل إلى 15 مليون دولار لكل حلقة في الموسم الثامن والأخير، وحقق أرباحًا قدرها 285 مليون دولار لكل موسم على مدار مواسمه الثمانية. كانت ميزانية التسويق، وفقًا لددلاين هوليوود، تزيد عن 100 مليون دولار، مقارنة بميزانية التسويق لفيلم مسرحي.

## الإصدار
تم عرض آل التنين لأول مرة في 21 أغسطس 2022. وهو أول مسلسل جديدة من إتش بي أو يتم بثها بدقة 4K ودولبي فيجن أتش دي أر ودولبي أتموس على منصة البث الخاصة بها أتش بي أو ماكس. تم إصدار الحلقة الأولى مجانًا على يوتيوب في 2 سبتمبر 2022. تم تسريب الحلقة الأخيرة للموسم الأول عبر الإنترنت في الأسبوع السابق، مع ظهور الحلقة الكاملة على مواقع التورنت. وبحسب شبكة إتش بي أو، فإن التسريب جاء من شريك في أوروبا والشرق الأوسط وأفريقيا، وسوف تراقب «بقوة» أي تسريبات إضافية.

### البث الدولي
في نيوزيلندا، يتم توزيع المسلسل بواسطة قناة سكاي سوهو التلفزيونية وخدمة بث نيون. في الفلبين، تبث سكاي المسلسل عبر خدمات تلفزيون الكابل الرئيسية ومنصات البث الرقمي الأخرى. في الهند، تقوم ديزني+ هوتستار بتوزيع المسلسل. في المملكة المتحدة وأيرلندا وإيطاليا وألمانيا والنمسا وسويسرا، يتم بث المسلسل على سكاي أتلانتيك وخدمة البث المصاحبة ناو. في كندا، يتوفر آل التنين على خدمة بث كرايف من بيل ميديا وقناتها الخطية إتش بي أو. في أستراليا، المسلسل متاح للبث على بينغ وفوكستيل.
في نيوزيلندا، سيتم توزيع المسلسل عن طريق قناة سكاي التلفزيونية وخدمة بث نيون. في الهند، تم تعيين هوتستار لتوزيع العرض. في المملكة المتحدة وأيرلندا وإيطاليا وألمانيا والنمسا وسويسرا، سيتم بث المسلسل على سكاي أتلانتيك. في كندا، سيكون آل التنين متاحًا على خدمة البث المباشر كرايف من بيل ميديا وقناتها الخطية إتش بي أو.

### الوسائط المنزلية
تم إصدار الموسم الأول على ألترا اتش دي بلو راي وبلو راي قياسي ودي في دي في 20 ديسمبر 2022، ويحتوي على أكثر من ساعة من ميزات خلف الكواليس.

## الاستقبال

### الاستقبال النقدي

#### الموسم 1
على موقع تجميع المراجعات على الويب روتن توميتوز، حصل المسلسل على تصنيف موافقة «معتمد حديثًا» بنسبة 85% بمتوسط تقييم يبلغ 7.3/10، استنادًا إلى 844 تقييمًا.

#### الموسم 2
على موقع روتن توميتوز، حصل الموسم الثاني على نسبة موافقة 84%، بناءً على 259 مراجعة، بمتوسط تقييم 7.55/10. يقرأ الإجماع النقدي للموقع، «يقترب مسلسل آل التنين من كارثة السلالة بخطوة متعمدة بدلاً من الركض السريع، ويضع بعناية رهاناته العاطفية لجعل المشهد الناري أكثر سخونة.» على موقع ميتاكريتيك، حصل الموسم الثاني على درجة 73 من 100 بناءً على 37 مراجعة نقدية، مما يشير إلى «مراجعات إيجابية بشكل عام».

### نسبة المشاهدة

#### الموسم 1
في اليوم التالي للعرض الأول للمسلسل، ادعت إتش بي أو أن الحلقة قد شاهدها ما يقدر بنحو 9.99 مليون مشاهد في الولايات المتحدة في أول ليلة من توفرها – بما في ذلك المشاهدون الخطيون والبث المباشر على إتش بي أو ماكس – والتي قالت إتش بي أو إنها كانت أكبر نسبة مشاهدة ليوم واحد لمسلسل لأول مرة في تاريخ الخدمة. عند الإعلان عن تجديد الموسم الثاني بعد أربعة أيام، قالت الشبكة إن الحلقة الأولى قد شاهدها أكثر من 20 مليون مشاهد خطي ومتدفق وعند الطلب في الولايات المتحدة بحلول تلك المرحلة. لم يتم التحقق من إجمالي ادعاءات المشاهدة هذه من قبل جهة خارجية مثل نيلسن، التي لا تحسب سوى نسبة المشاهدة لقناة إتش بي أو الخطية.
تسبب حجم الجمهور أثناء العرض الأول في تعطل إتش بي أو ماكس لبعض المستخدمين، وخاصة أولئك الذين يستخدمون أجهزة أمازون فاير تي في. أبلغ داون داونديتيكتور عن 3700 بلاغ بأن التطبيق لا يستجيب. كانت هناك أيضًا تقارير عن مشكلات البث على نطاق واسع في خدمة الشريك الكندي كرايف.

#### الموسم 2
شهد بداية الموسم الثاني 7.8 مليون مشاهد عبر الخط والبث المباشر في العرض الأول ليلة الأحد، وهو ما يمثل انخفاضًا بنسبة 22% في نسبة المشاهدة عن الموسم السابق الذي كان يضم 10 ملايين. في أمريكا اللاتينية، ارتفعت نسبة المشاهدة بنسبة 30% عن الموسم الأول. وفقًا لسامبا تي في، تمت مشاهدة البث الأولي للعرض من قبل 1.3 مليون أسرة أمريكية، مقارنة بـ2.6 مليون أسرة أمريكية للموسم الأول. حقق المسلسل أعلى نسبة مشاهدة عبر البث المباشر لأسبوع معين خلال أسبوع 17–23 يونيو 2024، وفقًا لنيلسن، حيث حقق نسبة مشاهدة بلغت 1.23 مليار دقيقة. زادت نسبة مشاهدة الموسم بشكل مطرد مع إصدار المزيد من الحلقات، حيث وصلت إلى أعلى مستوى في الموسم عند 8.1 مليون مشاهد عبر الخطي والبث المباشر بحلول الحلقة الرابعة.

### الجوائز
تم ترشيح الموسم الأول لأفضل مسلسل درامي في حفل توزيع جوائز إيمي برايم تايم الخامس والسبعين، بالإضافة إلى ثمانية ترشيحات في حفل توزيع جوائز إيمي للفنون الإبداعية برايم تايم، وفاز بجائزة واحدة لأفضل أزياء خيالية/خيالية علمية. حصل على ترشيحين في حفل توزيع جوائز جولدن جلوب الثمانين لأفضل مسلسل تلفزيوني – دراما وأفضل ممثلة في مسلسل تلفزيوني – دراما لدارسي، وفاز بالأولى. تشمل الترشيحات الأخرى ثلاث جوائز تلفزيونية من اختيار النقاد وجائزة نقابة ممثلي الشاشة.

## الحواشي
1. ↑  تتوفر 4K ودولبي فيجن ودولبي أتموس فقط من خلال إتش بي أو ماكس وبعض خدمات الشركاء الدوليين. لا تحتوي قناة إتش بي أو تي في الأصلية على تغذية 4K وتقتصر على 1080i ودولبي ديجيتال 5.1.

## وصلات خارجية
- الموقع الرسمي
 (بالإنجليزية)
- آل التنين  في قاعدة بيانات الأفلام على الإنترنت (بالإنجليزية) (بالإنجليزية)